# UNITAF
UNITAF (UNIfied TAsk Force identificata anche con operazione Restore Hope) fu una missione dell'Organizzazione delle Nazioni Unite, allo scopo di stabilizzare la situazione in Somalia, a fronte di un crescente stato di caos e di grave carestia.
Durata dal 3 dicembre 1992 al 4 maggio 1993, si svolse sotto il controllo degli USA, ma anche col supporto di personale di altre nazioni. A coordinare l'operazione il presidente statunitense Bill Clinton mise l'ambasciatore Robert Oakley; capo militare fu Robert B. Johnston. Fu seguita dalla missione UNOSOM II.

## Storia
Dopo l'inefficacia dell'operazione UNOSOM I, iniziata nell'aprile 1992, l'ONU decise di inviare una missione militare di pace.

### L'arrivo delle forze ONU

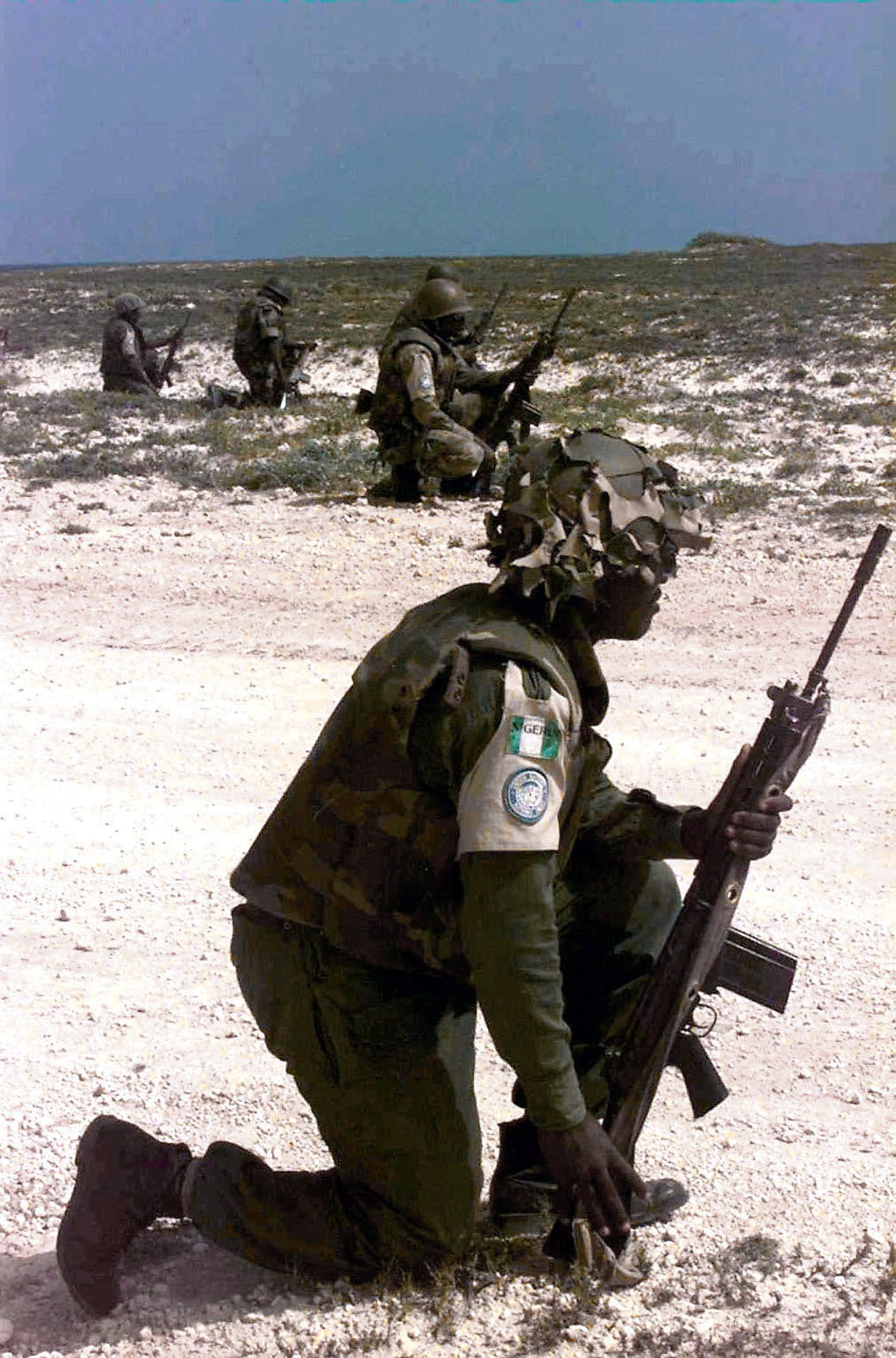
Truppe nigeriane stabiliscono un perimetro di sicurezza nei dintorni del vecchio aeroporto di Mogadiscio nell'ambito dell'operazione More Care

Il 4 dicembre 1992 unità delle forze armate statunitensi entrano in Somalia; seguite, sempre sotto il mandato ONU, nei giorni successivi da truppe di Italia, Belgio, Nigeria, Malaysia, Pakistan, India, Emirati Arabi Uniti, Australia. Vengono quindi attuate iniziative umanitarie, possibili solo con la presenza di una cornice di sicurezza garantita dalle truppe ONU, con il tentativo di ripristinare la vita civile.
Tra le varie iniziative, la distribuzione di cibo, l'assistenza medica (incluso un piano di vaccinazione per i bambini), la creazione di strutture statali e soprattutto il disarmo delle fazioni in lotta, le quali ottenevano i fondi necessari al loro armamento dal commercio di droga e dal traffico di rifiuti tossici, che venivano smaltiti illegalmente in territorio somalo o nel mare antistante. Un esempio, può essere l'operazione More Care, volta ad assicurare cure mediche e dentarie alla popolazione.
Alla fine di dicembre i leader delle fazioni locali Aidid e Ali Mahadi giunsero ad un accordo, che sembrava potesse far tornare in Somalia la pace grazie all'intervento ONU. Il 4 gennaio 1993 il dispiegamento della forze ONU previsto per l'operazione “Restore hope” viene completato, con lo schieramento di oltre 25 000 caschi blu.
L'intervento alleato fu largamente osteggiato dalle varie fazioni somale, che con attacchi diretti o attraverso l'uso delle masse popolari, misero spesso in difficoltà le forze ONU.
I marines statunitensi diedero il via alle operazioni atte a disarmare le fazioni in lotta, catturando e distruggendo dal 7 al 16 gennaio oltre 1200 tonnellate di armi; nel corso dei combattimenti cadde il marine Domingo Arroyo, che fu la prima vittima del corpo di spedizione multinazionale.

### Le operazioni italiane
Il contingente italiano (ITALFOR Ibis) è stato quello più numeroso dopo quello americano. Le prime forze militari italiane a giungere sul suolo somalo furono gli incursori paracadutisti del "Col Moschin" ed i carabinieri paracadutisti del 1º Rgt. CC Paracadutisti "Tuscania" che giunti in Somalia il 13 dicembre, due giorni dopo effettuano la loro prima missione, riprendendo il possesso dell'ambasciata italiana occupata dagli insorti, missione che viene portata a termine senza l'uso della forza.

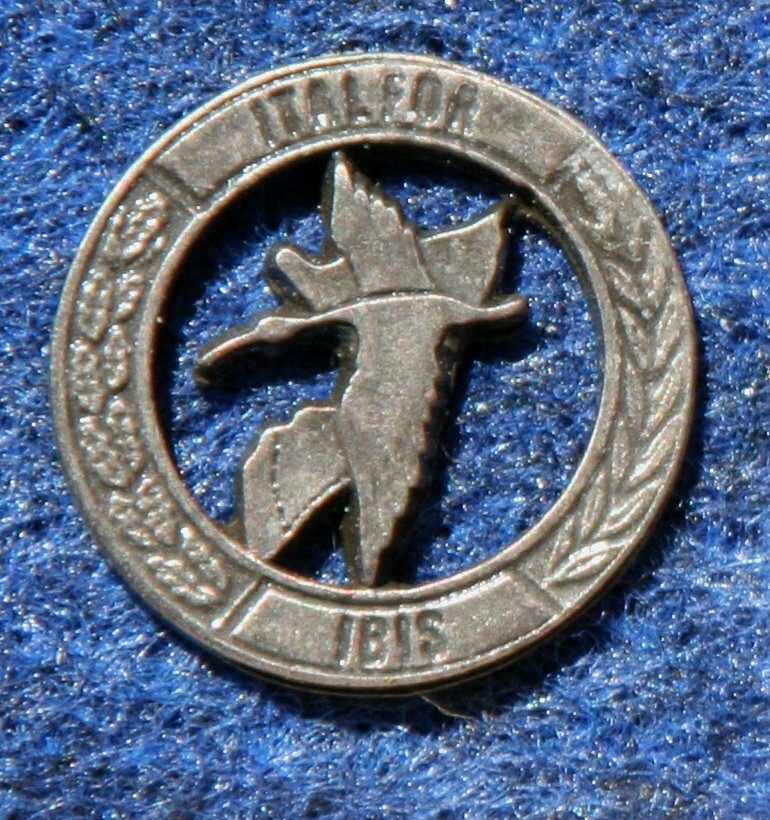
Distintivo di Italfor IBIS

La Marina Militare inviò nella zona delle operazioni il 24º Gruppo Navale, che operò dall'11 dicembre 1992 al 14 aprile 1993. Il Gruppo al comando del Capitano di Vascello Sirio Pianigiani era composto dall'incrociatore portaelicotteri Vittorio Veneto, dalla fregata Grecale, dal rifornitore di squadra Vesuvio e dalle LPD San Giorgio e San Marco, e un reparto di fuciliere di marina del Battaglione San Marco. Il Gruppo navale giunse in Somalia il 22 dicembre sbarcando 23 mezzi anfibi e 16 mezzi cingolati del battaglione San Marco, con 400 marò, portando a 800 il numero dei soldati italiani impegnati in quel teatro.
Nello stesso giorno attraccò nel porto di Mogadiscio anche la nave civile Sardinia Viva, noleggiata per l'occasione dal Governo Italiano, che trasportava gran parte del personale del Battaglione logistico della Brigata paracadutisti "Folgore", guidato da un giovane capitano. Tale gruppo tattico agì come testa di ponte e permise il successivo dispiegamento degli altri reparti della Brigata.

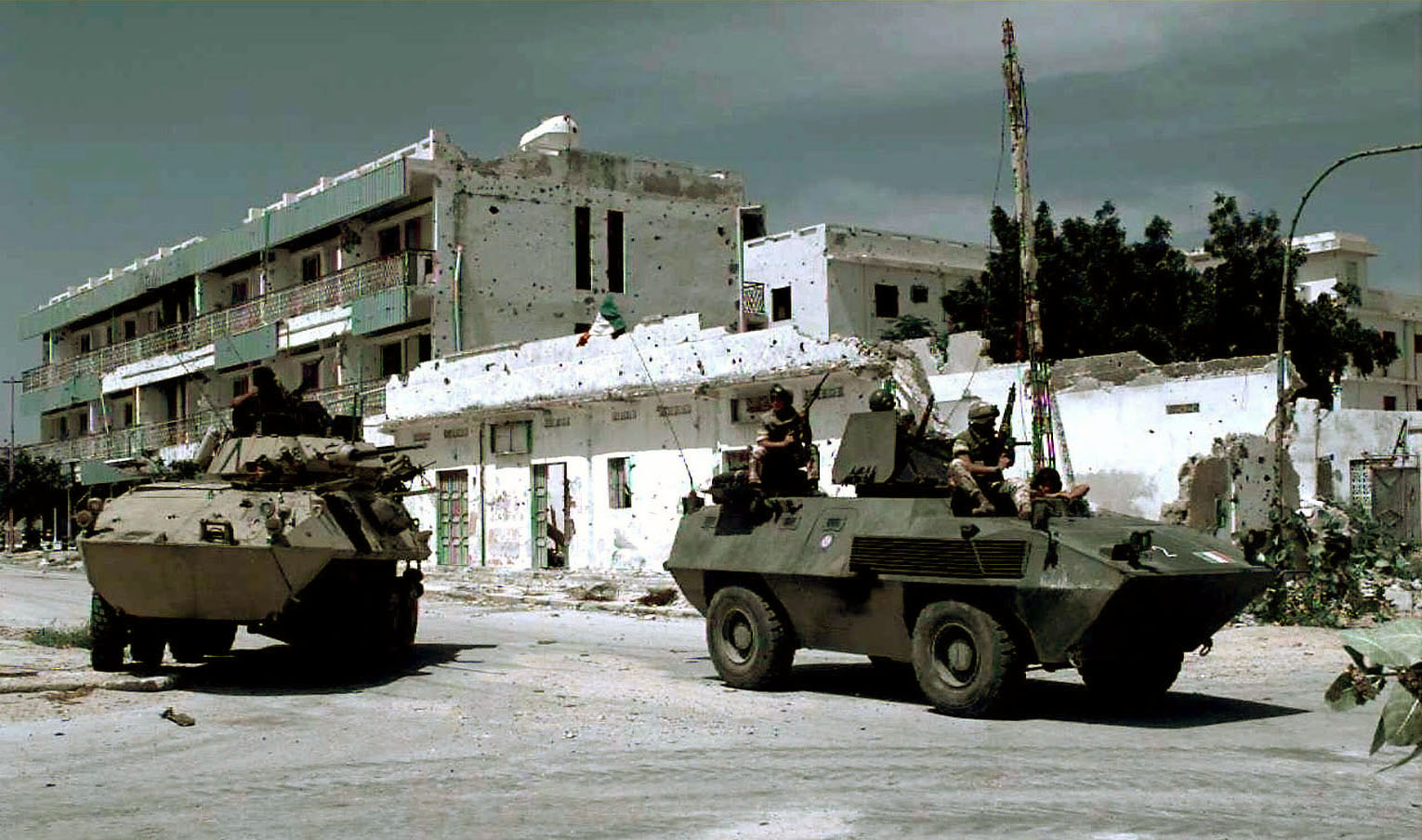
Un blindato leggero statunitense Cadillac Gage LAV (a sinistra) ed un blindato italiano Fiat 6614 sulla Linea Verde, il 19 gennaio 1993 durante Restore Hope

Alla missione presero parte anche il 132º Reggimento carri con una unità a livello di compagnia a turni trimestrali, equipaggiata con carri M60 e reparti dei Lancieri di Montebello con autoblindo FIAT 6614 e blindo pesanti Centauro. In seguito si aggiunse anche il 186º Reggimento paracadutisti "Folgore" della brigata Folgore.
La base operativa delle truppe italiane venne installata a Balad, nei pressi della vecchia accademia militare somala mentre un contingente più piccolo viene stanziato nel porto di Mogadiscio; l'esercito realizzò sulla via Imperiale, strada che attraversa Mogadiscio costruita durante l'occupazione coloniale italiana sei checkpoint: Obelisco, Banca, Demonio, Nazionale, Ferro, Pasta.
Il contingente italiano operò, in particolare, nell'area di Mogadiscio e nella zona di Balad, lungo la vecchia via Imperiale (nome risalente al periodo coloniale). Le truppe operarono con decisione, ma cercando sempre il contatto con la popolazione ed avvalendosi anche della immagine lasciata nel periodo coloniale, ma in particolare durante il mandato fiduciario sul paese, che durò dal 1950 al 1960.
Da parte delle fazioni armate in lotta, vi fu spesso l'uso strumentale della popolazione contro le truppe ONU, per compensare l'evidente inferiorità sul piano militare, e, con l'estendersi delle operazioni di ricerca di depositi di armi a tutta la Somalia, il 2 febbraio anche i paracadutisti della Folgore subirono attacchi nella regione del Medio Scebeli. Tra gli incarichi ricevuti da ITALFOR ci fu quello di formare la nuova polizia somala, compito effettuato da unità dei carabinieri.

### UNOSOM II

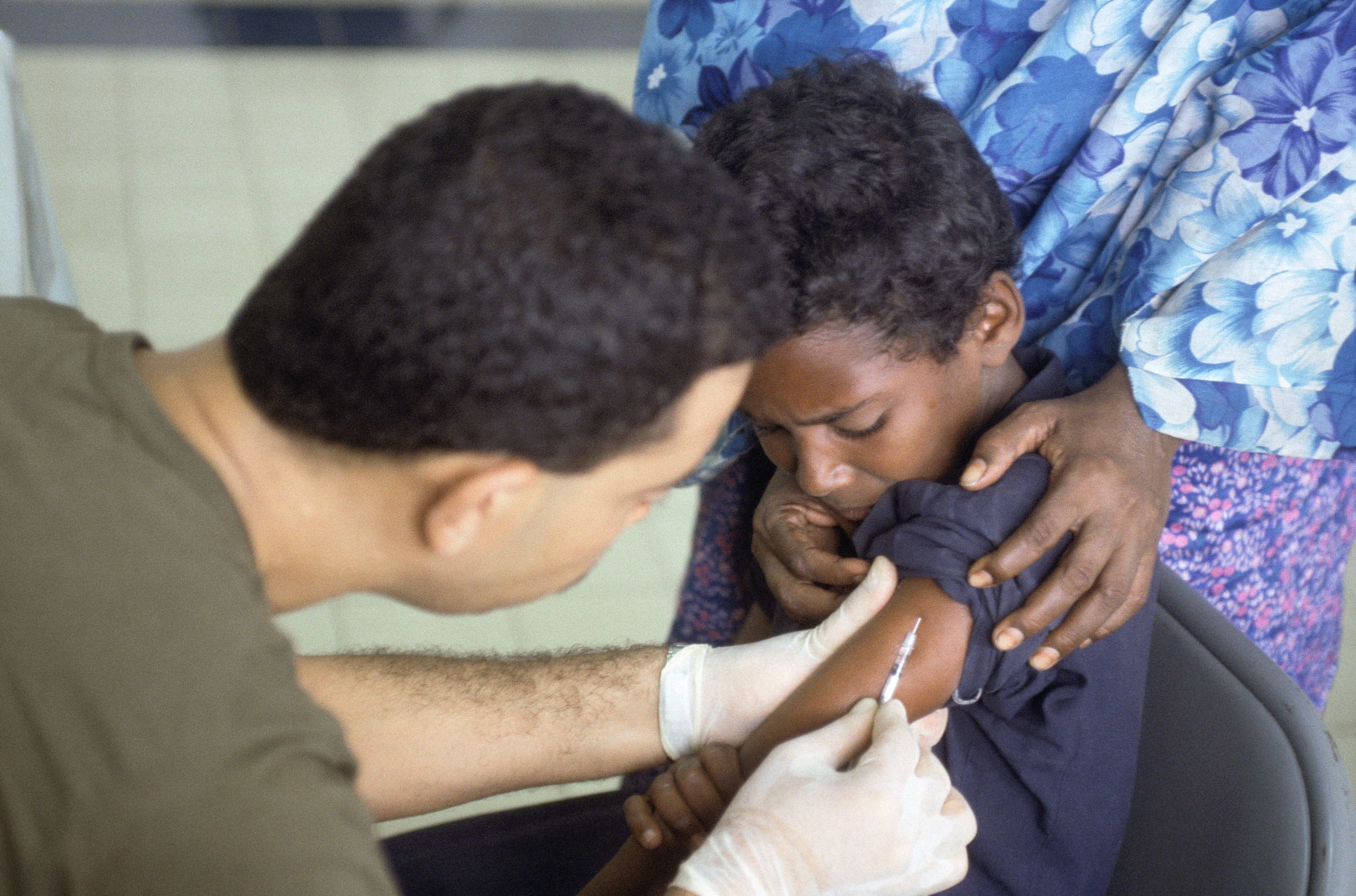
Un bimbo somalo riceve una vaccinazione antipolio nell'ospedale tunisino a Mogadiscio il 25 dicembre 1993

Il peggiorare di giorno in giorno della situazione, con le manifestazioni popolari contro i caschi blu che aumentavano e i miliziani che si facevano sempre più audaci colpendo le truppe australiane, belghe e italiane ed il Pentagono che proseguiva nel ritiro del grosso delle truppe statunitensi con l'obiettivo di lasciare nel Paese solo una forza di intervento rapido di poche migliaia di uomini al servizio dell'ONU, portò il 26 marzo 1993 l'ONU, con la risoluzione 814, ad avviare l'operazione UNOSOM II con il fine di disarmare le fazioni in lotta, con i caschi blu autorizzati all'uso della forza per perseguire l'obiettivo. La missione terminò con il ritiro tra il gennaio e il marzo 1995.

## Controversie
Nel 1997, in seguito alla controversa pubblicazione di foto da parte del settimanale Panorama, fu ipotizzato che alcuni parà italiani avessero perpetrato violenze a danno delle popolazioni somale. La vicenda divenne oggetto di inchiesta da parte delle autorità civili e militari. Nonostante le numerose foto, fra cui quella che documentava lo stupro di una giovane somala con un razzo infilato nella vagina, solo il maresciallo Ercole dei parà fu condannato in primo grado per abuso d'autorità e infine prescritto dopo che divenne pubblica una foto dove lo si vedeva applicare a un somalo degli elettrodi collegati con dei cavi telefonici. Ercole venne trasferito a 300 km da casa e non poté più partecipare a missioni estere.
Venne alla luce anche un diario scritto in missione da un carabiniere paracadutista del Battaglione Tuscania dove venivano descritti gravi abusi, torture ed uccisioni di somali. Archiviato il 9 giugno 2020 in Internet Archive.
Accadde anche che un millantatore aveva ingannato il settimanale per avere i soldi (sette milioni di lire) dichiarando di possedere foto inequivocabili, in realtà una foto era stata ritoccata.
Nel contesto di queste inchieste un giudice censurò il comportamento dello Stato Maggiore dell'Esercito, tacciato d'aver «di fatto danneggiato i propri ufficiali» con «inerzie e approssimazioni» che avrebbero ostacolato tempestivi riscontri a loro stesso favore.
Il docufilm "La linea sottile" intervista un parà che racconta gli abusi che venivano compiuti nei confronti dei somali.